# Evil Bong 2: King Bong
Evil Bong 2: King Bong es una película de terror y comedia de 2009 dirigida por Charles Band y la secuela de Charles Band Evil Bong.

## Reparto
- John Patrick Jordan como Larnell.
- Amy Paffrath como Velicity.
- Sonny Davis como Rabbit.
- Brett Chukerman como Alistair McDowell.
- Mitch Eakins como Bachman.
- Brian Lloyd como Brett.
- Jacob Witkin como Cyril.
- Robin Sydney como Luann.
- Michele Mais como V.O. Eebee
- Michael A. Shepard como V.O. King Bong
- Ariel X como Poontang Tribe.
- August
- Emilianna
- Kat
- Kyle Stone